# Parafia św. Katarzyny w Dźwierzchnie
Parafia Świętej Katarzyny w Dźwierzchnie jest jedną z 9 parafii leżącą w granicach dekanatu złotnickiego. Erygowana w XI wieku.

## Dokumenty
Księgi metrykalne: 
- ochrzczonych od 1925 roku
- małżeństw od 1961 roku
- zmarłych od 1925 roku